# تجمع أمل الجزائر
حزب تاج أو حزب تجمع أمل الجزائر تاج هو حزب سياسي جزائري تأسس سنة 2012 من طرف عمار غول المنشق عن حركة حمس. رئيس حزب تاج الحالي هي فاطمة الزهراء زرواطي.

## معلومات عامة

### التسمية
حزب تاج هو الاسم المشهور والمستعمل بكثرة وهو اختصار للتسمية الكاملة للحزب «تجمع أمل الجزائر».

### رئيس الحزب والمجلس الوطني
ترأس عمار غول الحزب منذ تأسيسه إلى غاية 18 جويلية 2019 حيث وُضع الحبس المؤقت بسجن الحراش، بعد الاستماع لأقواله في قضيتي علي حداد ومحي الدين طحكوت.
الرئيس الحالي (ابتداءً من 27 سبتمبر 2020)(1) لحزب تجمع أمل الجزائر هي فاطمة الزهراء زرواطي بينما رئيس المجلس الوطني لحزب تاج هو السيد الطاهر شاوي.

### المقر الوطني
يقع المقر الوطني لحزب تاج «تجمع أمل الجزائر» في حي البروج (عين الله) بلدية دالي إبراهيم الجزائر العاصمة.

### القادة الشباب
من القيادات الوطنية التي برزت مؤخرا وخاصة في الحملة الإنتخابية للمحليات القيادي رؤوف برناوي وزير الشباب والرياضة سابقا، أصبح قياديا في حزب تاج بعد أن ترشح في صفوف حزب تجمع أمل الجزائر تاج خلال الإنتخابات التشريعية الماضية.

## مواقفه
كان حزب تجمع أمل الجزائر جزءً من التحالف الرئاسي والموالي للرئيس الأسبق عبد العزيز بوتفليقة ومُؤيدًا لبرنامجه.
في أبريل 2019، بعد تنحي بوتفليقة، طالب حزب تجمع أمل الجزائر تاج، بدعم مبادرة الجيش للخروج من الأزمة، من أجل إجتياز المرحلة الإنتقالية بأمان وتنظيم إنتخابات رئاسية بكل شفافية ونزاهة.
ونوه الحزب في بيان عبر صفحته الرسمية على فيسبوك بالرسالة التي بادر بها الجيش الوطني داعياً الجميع إلى الالتفاف حول مضمونها وتنبيهاتها للحفاظ على الأمن والاستقرار واجتياز المرحلة الانتقالية بسلاسة وأمان لمجابهة المخاطر المحدقة بالوطن. وطالب الحزب كل الأطراف بالمساهمة في إنجاز المرحلة الانتقالية في إطار الشرعية الدستورية والمطالب المشروعة، لحين انعقاد الانتخابات الرئاسية.

## الهوامش
- 1: بعد تزكيتها بالأغلبية خلال المؤتمر الاستثنائي الذي عقد بالمركز الدولي للمؤتمرات[12]